# 미야모토 마리
미야모토 마리(일본어: 宮本 真理)는 일본의 은퇴한 여자 축구 선수이다.

## 국가대표팀 경력
그녀는 1999년 AFC 여자 축구 선수권 대회에 참가할 일본 국가대표팀에 발탁되었으며, 11월 12일 네팔와의 경기에서 데뷔했다.

## 통계
| 일본 | 일본 | 일본 |
| 연도 | 출전 | 득점 |
| ---- | ---- | ---- |
| 1999 | 1    | 0    |
| 통산 | 1    | 0    |